# Arthur Sissis

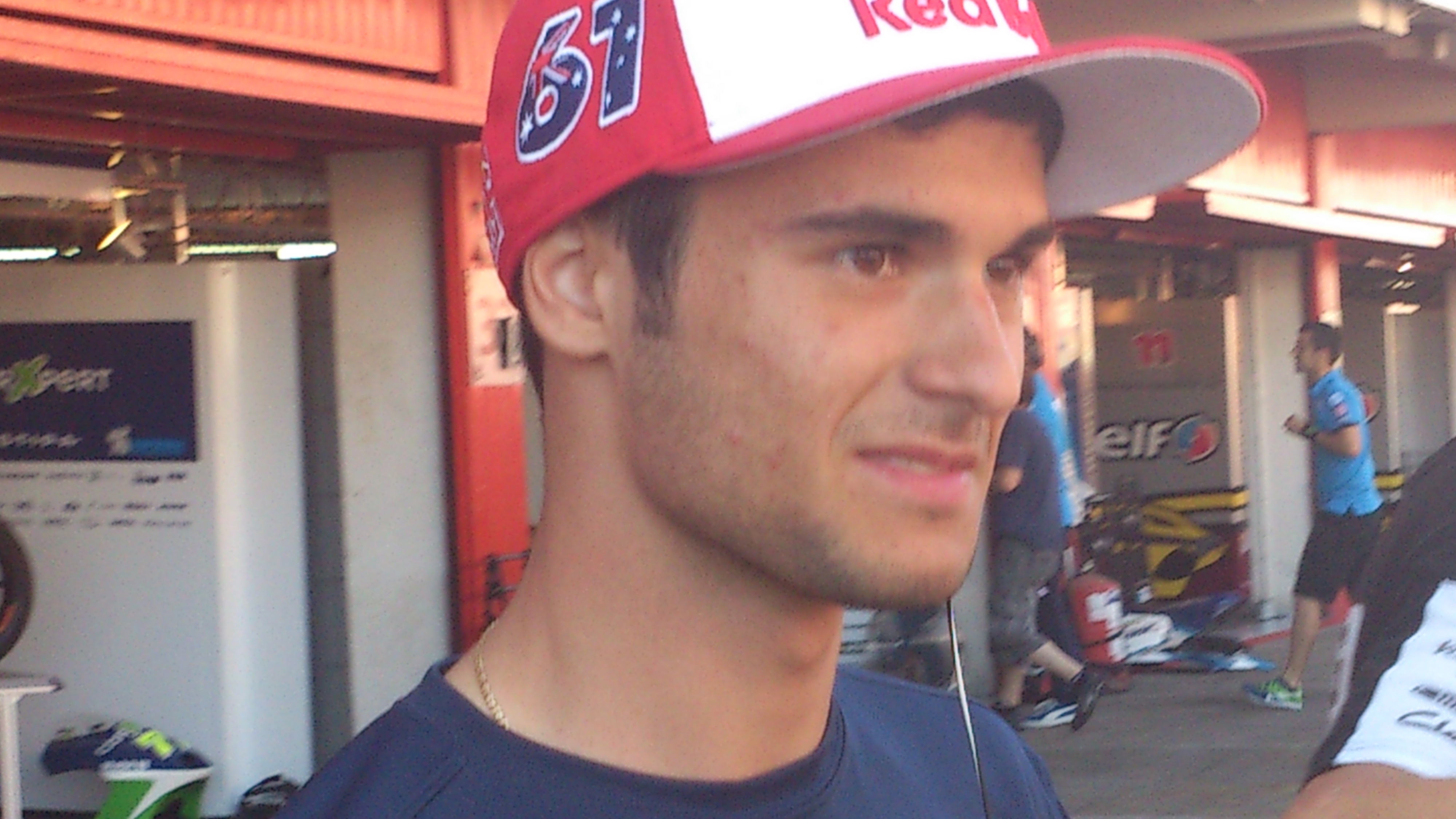
Arthur Sissis en el GP de Catalunya de 2013 con el equipo de Red Bull de Moto3 en el que quedó 10°.

Arthur Sissis (nacido el 15 de junio de 1995) es un piloto australiano de motociclismo y expiloto de Moto3 que corrió por última vez para Mahindra Racing en el Campeonato Mundial de Moto3, aunque fue remplazado a mitad de temporada. Actualmente compite en el Campeonato de Australia de Superbikes, con de una Yamaha YZF-R1 2021 .

## Biografía

### Primeros años
Sissis nació en Adelaida, Australia del Sur, pero creció en la pequeña ciudad de Virginia, a unos 40 kilómetros (24,9 mi) al norte de Adelaida. Sissis comenzó a competir en motocross júnior antes de unirse al Sidewinders Under 16 Speedway Club en el norte de Adelaida con solo 9 años de edad. Continuó ganando los Campeonatos australianos sub-16 de 2008 y 2009, 2011, y terminó segundo en 2010.

### Red Bull MotoGP Rookies Cup
Sissis participó en la Red Bull MotoGP Rookie Cup 2010 . Acabó decimotercero y su mejor resultado fue una sexta plaza. Volvió a competir en 2011, anotando tres victorias, pero terminó segundo en el campeonato, a tan solo 9 puntos del italiano Lorenzo Baldassarri.
Fue durante 2011 que Sissis consiguió su primera salida en un motoGP cuando montó una Aprilia 125cc en el Gran Premio de Malasia. Después de clasificarse en el trigésimo, acabó la carrera en el vigésimo puesto.

### Campeonato del Mundo de Moto3
En 2012, Sissis se unió al equipo Red Bull KTM Ajo para el Campeonato del Mundo de Moto3 2012.,Después de clasificarse noveno para la primera carrera en el Circuito Internacional de Losail en Catar, finalmente terminó séptimo.
El punto más alto en la carrera deportiva de Sissis fue su tercer puesto en el Gran Premio de Phillip Island el 28 de octubre de 2012. Cuando acabó segundo tras el español Álex Rins . Este resultado fue su único podio en Moto3.

### Regreso a los óvalos
En diciembre de 2014, Sissis decidió regresar a los óvalos y firmó para correr en 2015 con los Sheffield Tigers en la Premier League británica (segunda categoría inglesa de competiciones de óvalos).
En su regreso a los óvalos, Sissis terminó décimo en el Campeonato de Australia del Sur 2014/15 celebrado en el Gillman Speedway en Adelaida el 28 de diciembre de 2014.
En mayo de 2016  volvió al equipo Sheffield Tigers .

## Resultados

### Red Bull MotoGP Rookies Cup

#### Carreras por año
(Las carreras en negrita indican la pole position, las carreras en cursiva indican la vuelta más rápida)
| Año  | 1        | 2       | 3      | 4      | 5       | 6       | 7       | 8        | 9       | 10      | 11       | 12     | 13       | 14    | Pos. | Pts. |
| ---- | -------- | ------- | ------ | ------ | ------- | ------- | ------- | -------- | ------- | ------- | -------- | ------ | -------- | ----- | ---- | ---- |
| 2009 | SPA1 Ret | SPA2 18 | ITA 6  | NED 8  | GER Ret | GBR 12  | CZE1 15 | CZE2 11  |         |         |          |        |          |       | 13.º | 28   |
| 2010 | SPA1 12  | SPA2 12 | ITA 15 | NED1 6 | NED2 11 | GER1 11 | GER2 9  | CZE1 Ret | CZE2 11 | RSM 14  |          |        |          |       | 13.º | 43   |
| 2011 | SPA1 6   | SPA2 1  | POR1 2 | POR2 1 | GBR1 9  | GBR2 7  | NED1 2  | NED2 1   | ITA 1   | GER1 18 | GER2 Ret | CZE1 2 | CZE2 Ret | RSM 4 | 2.º  | 199  |

### Campeonato del Mundo de Motociclismo
Sistema de puntuación de 1993 hasta 2022:
| Posición | 1.º | 2.º | 3.º | 4.º | 5.º | 6.º | 7.º | 8.º | 9.º | 10.º | 11.º | 12.º | 13.º | 14.º | 15.º |
| Puntos   | 25  | 20  | 16  | 13  | 11  | 10  | 9   | 8   | 7   | 6    | 5    | 4    | 3    | 2    | 1    |

#### Por temporada
| Temporada | Cat.  | Moto     | Equipo                  | Número | Carrera | Victorias | Podios | Poles | VRáp. | Pts. | Pos. |
| --------- | ----- | -------- | ----------------------- | ------ | ------- | --------- | ------ | ----- | ----- | ---- | ---- |
| 2011      | 125cc | Aprilia  | TT Motion Events Racing | 32     | 1       | 0         | 0      | 0     | 0     | 0    | NC   |
| 2012      | Moto3 | KTM      | Red Bull KTM Ajo        | 61     | 17      | 0         | 1      | 0     | 0     | 84   | 12.º |
| 2013      | Moto3 | KTM      | Red Bull KTM Ajo        | 61     | 17      | 0         | 0      | 0     | 0     | 59   | 15.º |
| 2014      | Moto3 | Mahindra | Mahindra Racing         | 61     | 10      | 0         | 0      | 0     | 0     | 3    | 29º  |
| Total     | -     | -        | -                       | -      | 45      | 0         | 1      | 0     | 0     | 146  | -    |

#### Carreras por año
(Las carreras en negrita indican la pole position; las carreras en cursiva indican la vuelta más rápida)
| Año  | Cat.  | Moto     | 1       | 2       | 3      | 4       | 5      | 6      | 7      | 8      | 9       | 10     | 11     | 12     | 13    | 14     | 15     | 16     | 17     | 18  | Pos. | Pts. |
| ---- | ----- | -------- | ------- | ------- | ------ | ------- | ------ | ------ | ------ | ------ | ------- | ------ | ------ | ------ | ----- | ------ | ------ | ------ | ------ | --- | ---- | ---- |
| 2011 | 125cc | Aprilia  | QAT     | SPA     | POR    | FRA     | CAT    | GBR    | NED    | ITA    | GER     | CZE    | IND    | RSM    | ARA   | JPN    | AUS    | MAL 20 | VAL    |     | NC   | 0    |
| 2012 | Moto3 | KTM      | QAT 7   | SPA Ret | POR 13 | FRA 5   | CAT 22 | GBR 8  | NED 16 | GER 9  | ITA Ret | IND 11 | CZE 14 | RSM 10 | ARA 9 | JPN 11 | MAL 11 | AUS 3  | VAL 19 |     | 12.º | 84   |
| 2013 | Moto3 | KTM      | QAT 8   | AME 12  | SPA 12 | FRA 13  | ITA 18 | CAT 10 | NED 8  | GER 10 | IND 6   | CZE 14 | GBR 24 | RSM 15 | ARA 9 | MAL 19 | AUS 16 | JPN 16 | VAL 18 |     | 15.º | 59   |
| 2014 | Moto3 | Mahindra | QAT DNS | AME Ret | ARG 22 | SPA Ret | FRA 17 | ITA 17 | CAT 18 | NED 21 | GER 13  | IND 21 | CZE 26 | GBR    | RSM   | ARA    | JPN    | AUS    | MAL    | VAL | 29º  | 3    |